# 浦安市立南小学校
浦安市立南小学校（うらやすしりつ みなみしょうがっこう）は、千葉県浦安市堀江5丁目にある市立小学校。

## 沿革
- 1967年（昭和42年）
  - 4月1日 - 浦安町立浦安小学校から分離独立、浦安小学校で業務開始。
  - 5月27日 - 現在地に移転完了。この日を開校記念日と定める。
- 1968年（昭和43年）8月1日 - 地盤沈下のため仮校舎（プレハブ）へ移転。
- 1972年（昭和47年）6月10日 - 新校舎が落成し、移転完了。
- 1981年（昭和56年）4月1日 - 浦安町の市制施行により、浦安市立南小学校と改称。海楽・猫実地区児童を東小に転籍。
- 1982年（昭和57年）4月1日 - 堀江地区一部児童を舞浜小に転籍。
- 1985年（昭和60年）3月31日 - 校舎増設工事完了（普通教室8・教材室3・昇降口1・便所3）。
- 1986年（昭和61年）
  - 4月1日 - プレハブ校舎撤去。
  - 11月9日 - 創立20周年記念式典。
- 1991年（平成3年）3月31日 - プール、体育館通路改修工事、築山移転完了。
- 1992年（平成4年）
  - 3月31日 - 事務室新設、屋外放送設備改修。
  - 4月1日 - 校庭改修工事完了。
- 1995年（平成7年）9月1日 - 新図書館・コンピュータルーム・プレイルームの工事が完了。
- 1996年（平成8年）5月27日 - 創立30周年記念式典。
- 2002年（平成14年）9月1日 - 校舎大規模改修工事、増築工事完了（普通教室2・プレイルーム1・新図書館・新図工室）。
- 2006年（平成18年）11月17日 - 創立40周年記念式典。
- 2016年（平成28年）11月28日 - 創立50周年記念式典。
- 2018年（平成30年）10月9日 - 屋内運動場およびプール竣工式。
- 2019年（平成31年）4月26日 - 運動場改修工事完了。

## アクセス
- 東京ベイシティ交通おさんぽバス舞浜線「堀江五丁目」バス停下車後、徒歩約200m・約4分。
- 浦安市役所から、
  - 徒歩約1km・約16分。
  - 上述のおさんぽバスで、「堀江五丁目」バス停まで、12～13分。
- 東京メトロ東西線浦安駅から、徒歩約1.3km・約19分。
  - なお、浦安駅からバスを利用する場合、路線バスとおさんぽバスとの乗り換えを要する。
- JR東日本京葉線
  - 舞浜駅から、上述のおさんぽバスで、「堀江五丁目」バス停まで27分。
  - 新浦安駅から、上述のおさんぽバスで、「堀江五丁目」バス停まで18分。
- 堀江中学校から、徒歩約700m・約12分。

## 周辺
- 浦安市立みなみ認定こども園 - 同一敷地内かつ、進学前こども園のひとつ。
- 浦安市堀江公民館
  - 浦安市立図書館堀江分館
- 堀江川
  - 旧江戸川
- 浦安堀江郵便局
- 市道大三角線